# پارادوکس چرخش سکه

سکه متحرک در هر دور کامل مسافتی دو برابر محیط سکه ثابت را پیموده است.

مسیر واقعی طی شده نقطهٔ روی لبهٔ سکهٔ متحرک یک کاردیوئید است.

پارادوکس چرخش سکه (انگلیسی: Coin rotation paradox) یک مسئلهٔ ریاضی غیر شهودی است که وقتی یک سکه به دور لبهٔ سکهٔ دیگری با اندازهٔ مساوی با خود می‌چرخد، سکهٔ  متحرک پس از دور زدن سکهٔ ثابت، وقتی از یک چارچوب مرجع خارجی مشاهده می‌شود، نه یک چرخش کامل بلکه دو چرخش کامل را انجام داده است. با استفاده از سکه‌هایی با شعاع‌های مختلف نیز این پارادوکس می‌تواند  تعمیم یابد.

## توضیح انجام
با دو سکه یکسان که روی یک میز یکدیگر را لمس می‌کنند، به طوری که طرف "سر" سکه نمایش داده شود و با حرکت موازی شروع می‌شود. با ثابت نگه داشتن سکهٔ A، سکهٔ B را به دور A می‌چرخانیم، نقطهٔ تماس را بدون لغزش نگه می‌داریم. با رسیدن سکهٔ B به طرف مقابل، می‌بینیم که دو سر دوبار با هم موازی خواهند شد؛ B یک دور چرخیده است.  ادامهٔ حرکت B آن را به موقعیت شروع باز می‌گرداند و چرخش دوم را کامل می‌کند. به طور متناقضی به‌نظر می‌رسد که سکهٔ B مسافتی دو برابر محیط خود را طی کرده است.: 220  در واقع، از آنجایی که محیط هر دو سکه برابر است، بنا به تعریف سکهٔ B فقط مسافتی برابر با محیط خود را طی کرده است. چرخش دوم از این واقعیت ناشی می‌شود که مسیری که در امتداد آن چرخیده است یک دایره است. این شبیه به چرخش سکهٔ B در "درجا" است.
یکی از راه‌های تجسم اثر این است که دور سکهٔ A را تصور کنیم که به صورت یک خط مستقیم "مسطح شده" است، به این معنی که می‌توان مشاهده کرد که سکهٔ B تنها یک بار در طول مسیر خود که اکنون صاف است، چرخیده است. این "اولین چرخش" است. به همین ترتیب، لغزش سکهٔ B در اطراف محیط سکهٔ A، به جای چرخاندن آن، در حالی که نقطه تماس خاص فعلی خود را حفظ می‌کند، یک نماینده چرخشی از "چرخش دوم" در سناریوی اصلی ایجاد می‌کند.
همانطور که سکهٔ B می‌چرخد، هر نقطه در محیط آن یک منحنی کاردیوئید را توصیف می‌کند (حرکت می‌کند).

## کاربرد
این پارادوکس به زمان نجومی (Sidereal time) مربوط است: یک روز نجومی (غیرواقعی) مدت‌زمانی است که طول می‌کشد تا زمین نسبت به یک ستارهٔ دوردست (ثوابت)٬ درست به‌همان موقعیت در آسمان برگردد، در حالی که یک روز خورشیدی مدت‌زمانی است تا خورشید به همان موقعیت برگردد.

## تجزیه‌وتحلیل و راه حل
از ابتدا تا انتها، مرکز سکهٔ متحرک یک مسیر دایره‌ای را طی می‌کند. محیط سکهٔ ثابت و مسیر - مرکز دو دایرهٔ متحدالمرکز را تشکیل می‌دهند. شعاع دایرهٔ بیرونی مجموع شعاع سکه‌ها است. از این رو، محیط مسیر مرکز متحرک دو برابر محیط هر سکه است. مرکز سکهٔ متحرک دو برابر دور سکه بدون لغزش حرکت می‌کند. بنابراین، سکهٔ متحرک دو چرخش کامل انجام می‌دهد.اینکه سکهٔ متحرک در طول مسیر چند بار به دور مرکز خود می‌چرخد یا در چه جهتی این چرخش را انجام می‌دهد٬ در جهت یا خلاف جهت عقربه‌های ساعت باشد، تأثیری بر طول مسیر ندارد.